# Barrio Intendencia
Barrio Intendencia es un barrio argentino ubicado en la ciudad de San Rafael del Departamento San Rafael, Provincia de Mendoza. Se encuentra al sudeste de la ciudad, en la zona de la calle El Pino.
En 2001 fue censada por el INDEC como una localidad separada, pero la misma se encuentra prácticamente conurbada con San Rafael por la edificación de nuevo barrios.
- Datos: Q5720494